# ЗНАК (підприємство)

Підприємство «ЗНАК» - український виробник пластикових платіжних карток, бланків документів, полікарбонатних сторінок для паспортів і тому подібного. Розташоване у Києві. Учасник українського консорціуму «ЄДАПС».

## Історія
- Грудень 2004 р. – прийняли в організацію International Card Manufacturers Association (ICMA)[7] та Graphic Technology Research Association (FOGRA).

- Липень 2005 р. – початок виробничої діяльності підприємства.

- Січень 2006 р. – підприємство розпочало виробництво в Україні пластикових національних посвідчень водія та свідоцтв про реєстрацію транспортних засобів.

- Червень 2007 р. – початок виробництва полікарбонатних сторінок для закордонного паспорта нового зразка в рамках реалізації державної програми.

### 2008 р.
- Лютий 2008 р. – перемога в тендері на постачання пластикових карток VISA Electron другому за величиною банку Республіки Білорусь – ЗАТ «Белагропромбанк», а також перемога в тендері на багатомільйонне постачання пластикових карток російському МКБ «Москомприватбанк».

- Квітень 2008 р. – підприємство розпочало виготовлення полімерних сторінок для паспортів ювелірних виробів De Beers.

Система управління якістю підприємства «ЗНАК» сертифікована на відповідність вимогам міжнародного стандарту ISO 9001:2000 та в системі УкрСЕПРО відповідно до вимог державного стандарту України ДСТУ ISO 9001-2001.

### 2009 р.
- Жовтень 2009 р. – підприємство стало першим українським виробником платіжних карток з чипом SagemOrga. На базі даного чипа випускаються банківські пластикові картки міжнародних платіжних систем VISA, MasterCard, УкрКарт.

- Жовтень 2009 р. – консорціум «ЄДАПС» визначений виробником електронних паспортів та ID-карток співробітників Інтерпол. У рамках проекту «ЗНАК» виробляє полікарбонатні сторінки для паспортів та пластикові картки.

- Грудень 2009 р. – підприємство пройшло аудити системи управління якістю на відповідність вимогам міжнародного та національного стандартів ISO 9001.

### 2010 р.
- Квітень 2010 р. – підприємство відвідала делегація Національної академії наук України на чолі з Президентом НАН України Борисом Патоном.

- Вересень 2010 р. – підприємство презентувало нові рішення з дизайну банківських карток – картки з індивідуальним дизайном та ароматом (шоколаду, цитрусів).

- Вересень 2010 р. – Національний банк України нагородив підприємство у номінації «Найкращий виробник карток для НСМЕП». НСМЕП – Національна система масових електронних платежів.

## Сертифікати та ліцензії
Підприємство сертифіковане відповідно до усіх вимог Міжнародних платіжних систем MasterCard та Worldwide та VISA Inc., уповноважений виробник платіжних карток, у тому числі чипових, платіжної системи УкрКарт. Система управління якістю підприємства сертифікована на відповідність вимогам міжнародного стандарту ISO 9001:2000 та в системі УкрСЕПРО відповідно до вимог державного стандарту України ДСТУ ISO 9001-2001. Ліцензії: Міністерства фінансів України, Служби безпеки України.

## Членство в організаціях
- Міжнародна асоціація виробників пластикових карток ICMA
- Асоціація по дослідженню поліграфічних технологій FOGRA (Graphic Technology Research Association)
- Українська міжбанківська асоціація членів платіжних систем «ЕМА»
- Київська торгово-промислова палата та Торгово-промислова палата України

## Продукція
Пластикові бланки ідентифікаційних документів (у тому числі електронних з безконтактним чипом), полікарбонатні сторінки для паспортів.
Платіжні картки міжнародних платіжних систем VISA та MasterCard, Національної системи масових електронних платежів (НСМЕП), УкрКарт, Белкарт: чип-картки, картки з магнітною смугою.
Картки для операторів стільникового зв’язку.
Дисконтні та інші види карток.
У складі консорціуму «ЄДАПС» підприємство «ЗНАК» бере участь у державних програмах по випуску закордонних паспортів з полікарбонатною сторінкою, національних посвідчень водія та свідоцтв про реєстрацію транспортних засобів. Підприємство виробляє більшу частину чипових карток Національної системи масових електронних платежів (НСМЕП). За станом на 01.07.2010 р. підприємство виготовило понад 38,6 млн платіжних карток для українських та зарубіжних банків. Виробничі приміщення підприємства розташовані на площі 4500 кв.м. На підприємстві створена лабораторія для перевірки карток на відповідність міжнародним та національним стандартам.
Виробнича потужність підприємства:
- 100 млн пластикових карток за рік
- 3 млн полікарбонатних сторінок для паспортів за рік